# LookTel
LookTel är namnet på en applikation som är tänkt som ett hjälpmedel för personer med nedsatt syn. Applikationen som är tänkt att användas tillsammans med en mobiltelefon med inbyggd kamera kan avläsa text som den sedan läser upp med hjälp av en syntetisk röst. Denna typ av teknisk lösning är inte ny men i och med möjligheten att kunna använda en vanligt förekommande mobiltelefon blir hjälpmedlet mer lättillgängligt och användbart då det lätt låter sig medtas.